# Partiet Vändpunkt
Partiet Vändpunkt (PV) är ett politiskt parti i Sverige grundat av den tidigare miljöpartisten Carl Schlyter. Partiet vill förena ekologisk omställning med social hållbarhet och förespråkar bland annat deliberativ demokrati, social trygghet genom basinkomst, återbörd av resurser till landsbygd och tillväxtkritik. Partiet vill också förklara ett nödläge för klimatet.

## Ideologi
Partiet Vändpunkt vill ha ett "samhälle grundat på tillit och samarbete" som minskar "de ekonomiska och sociala klyftorna i samhället, inom ramen för planetens gränser".

## Politiskt program

### Försvar
Partiet Vändpunkt vill värna den militära alliansfriheten, stoppa vapenexport och införa beredskapstjänst.

### Miljö
Partiet vändpukt vill att klimatkrisen hanteras som ett nödläge och att klimatpolitiken centreras kring klimaträttviseperspektivet. De vill att Sverige årligen minskar utsläpp av växthusgaser så att de är negativa år 2030. Partiet vill att globalt miljöarbete kompletteras med mer lokalt arbete där alla känner sig delaktiga. De vill införa juridiska rättigheter för naturen och göra ekocid brottsligt, både i Sverige och
internationellt.

### Rättsväsende
Partiet vill undersöka alternativ till det nuvarande systemet med nämndemän som är tillsatta av folkvalda partier, och de vill införa obligatorisk grundutbildning i juridik för alla som vill jobba som nämndeman. Partiet vill se över juridik- och polisutbildningarna för att motverka diskriminering inom rättsväsendet. De vill även att ordningsvakter ska ha en längre utbildning för bättre bemötande, inklusive bruket av våld.

### Utrikespolitik
Partiet vill inkludera kommuner och regioner i utformandet av Sveriges utrikespolitik.

## Historia
Den 17 januari 2019 meddelade Schlyter på sin Facebooksida att han har begärt utträde ur Miljöpartiet i protest mot januariavtalet. Han menade att överenskommelsen med Centern och Liberalerna gav nyliberalismen inflytande, vilket enligt honom går emot det Miljöpartiet står för, med ökade klyftor och sänkt resurseffektivitet i samhället. Den 13 februari startade Schlyter tillsammans med bland andra de före detta miljöpartisterna Valter Mutt och Annika Lillemets Partiet Vändpunkt.
I maj 2019 var det val till EU-parlamentet och partiet samlade namnunderskrifter för att ställa upp i det och dåvarande EU-parlamentariker Max Andersson anslöt sig. Partiet fick 5 171 röster, motsvarande 0,12 procent, vilket inte var tillräckligt många röster för att få något mandat i parlamentet. Följande år lämnade Carl Schlyter sina förtroendevalda poster i partiet för miljöorganisationen Greenpeace. Även de grundande medlemmarna Valter Mutt och Annika Lillemets lämnade parteiet 2020 för att istället gå med i Vänsterpartiet. Vid en digital extrakongress 2020 valdes Anders Sjöberg till ny talesperson.

## Organisation

### Talespersoner
Partiet hade ursprungligen en men har nu två talespersoner.
- Carl Schlyter[12], 2019-2020
- Anders Sjöberg[12], 2020-2021
- Gunnar Brundin, 2021-
- Paula Dahlberg, 2021-

## Samverkande organisationer

### Värdigt liv
Inför Europaparlamentsvalet 2024 ingick partiet ett samarbete med Feministiskt initiativ under partinamnet Värdigt Liv, med ett gemensamt valmanifest och valsedel med kandidater från båda partier.

## Valresultat

### Riksdagsval
I riksdagsvalet 2022 fick partiet 419 röster (0,01 procent).

### EU-val
I EU-valet 2019 fick Partiet Vändpunkt 5 171 röster (0,12 procent), vilket gjorde dem till det trettonde största svenska partiet och det femte största småpartiet som ej fick mandat. I EU-valet 2024 ställde de upp tillsammans med Feministiskt initiativ och under namnet Värdigt liv fick de 2 545 röster (0,06 procent).